# Ийст Ривър
Ийст Ривър (на английски: East River – Източна река) е пролив в град Ню Йорк в Съединените американски щати. Свързва Горния нюйоркски залив в южната си част с Лонгайлъндския проток в северната си част. Ийст Ривър разделя Лонг Айлънд (включително районите Куинс и Бруклин) от остров Манхатън както и Бронкс, който се намира на континеталните Съединени щати. Дължината му е около 26 km, а ширината от 200 до 1200 m.

## Мостове
5 моста пресичат Ийст Ривър от бряг до бряг. Има и няколко моста, свърващи острови с някои от бреговете. От юг на север основните мостове са:
- Бруклински мост – 1883
- Манхатънски мост – 1909
- Уилямсбъргски мост – 1903
- Куинсборо мост – 1909
- Хел Гейт – 1916